# سيمون كولينز (مغني)
سيمون كولينز (بالإنجليزية: Simon Collins)‏ هو عازف بيانو ومغني وموسيقي بريطاني، ولد في 14 سبتمبر 1976 في لندن الكبرى في المملكة المتحدة.

## وصلات خارجية
- سيمون كولينز على موقع IMDb (الإنجليزية)
- سيمون كولينز على موقع ميوزك برينز (الإنجليزية)
- سيمون كولينز على موقع أول ميوزيك (الإنجليزية)
- سيمون كولينز على موقع ديسكوغز (الإنجليزية)